# Libra de las Colonias Francesas americanas
La libra de las Colonias Francesas americanas, también conocida como libra de las Indias Occidentales Francesas  o libra colonial francoamericana, fue la unidad monetaria desde 1640 hasta 1794 de acuñación intermitente que circularon en las diversas colonias francesas de América. Consistía de varias modalidades como ser las monedas francesas antiguas desgastadas que se resellaban en 1640, en 1692, en 1763, en 1764 y en 1779, las monedas francesas con cecas y años específicos que solo se acuñaban para exportación colonial en 1670 y de 1710 a 1713, las acuñaciones directas desde 1717 a 1722, en 1767, en 1781 y en 1787, y también las monedas francesas retiradas de circulación en la metrópoli para ser reutilizadas en América en 1745 y en 1753.
Durante esta etapa numismática, cuando surgió alguna escasez monetaria o fraccionaria, hubo acuñaciones o resellados locales en las islas de Barlovento, en la isla de Martinica, en Saint-Domingue y en la Colonia de Cayena, las cuales se usaban a la par de las escasas libras francesas, las libras coloniales y los dólares españoles que se habían transformado en una moneda internacional.

## La libra francesa en los inicios de la América colonial y la escasez monetaria

### La libra francesa en las efímeras colonias americanas
Antes de aparecer la libra colonial, circulaba la libra francesa junto a los reales de a ocho españoles que pasarían a ser una moneda internacional, pero en los siglos XVI y XVII, en donde circulaba entre sus habitantes, los franceses ya habían perdido varias colonias efímeras en diversos puntos de América, como el fuerte Charlesbourg-Royal fundado por Jacques Cartier a orillas del río San Lorenzo (1541-1543) a manos de los iroqueses que usaban el wampum como dinero.
También perdieron la de Francia Antártica (1555-1567) a favor de los portugueses por lo que comenzaron a circular sus reales peninsulares; la Florida francesa (1562-1565) y el Fuerte Saint Louis de Texas (1585-1589), ambos a favor de los españoles con los que volverían sus reales novohispanos; el pueblo de Tadoussac en la confluencia de los ríos Saguenay y San Lorenzo (1599-1600, repoblado en 1615) que fracasó por el crudo invierno, y también perdieron la Francia Equinoccial (1612-1615) nuevamente a manos de los portugueses, que entonces estaban en la Unión Ibérica de la Dinastía filipina desde 1580, por lo que pasaron a circular los reales coloniales peruanos (y desde 1641 a 1644 circularon los rijksdaalders como parte del Brasil neerlandés y desde 1645 como resellos de reales coloniales brasileños, sobre los antiguos reales peruanos circulantes, y como monedas acuñadas propias desde 1693).

### La libra de la metrópoli en las primigenias colonias de América
En el territorio de Acadia desde 1604 colonizaron la isla del río Sainte-Croix en 1604-1605, Port Royal en la desembocadura del río Annapolis en 1605, a partir de 1608 con la fundación de Quebec, se afianzó la colonización de la provincia del Canadá francés en las orillas del río San Lorenzo y se estableció el puesto comercial de Claude de la Tour en 1613 que cayó por un tiempo en poder de los escoceses (1621-1632).
En 1625 se erigió el Fort Pentagouet en las costas acadianas mainesas pero fue ocupado por los ingleses en 1628 y en 1629 los franceses fortificaron la isla de Cabo Bretón (pero sería deshabitada en 1660 hasta 1713), en 1631 se recobró de manos escocesas la parte continental de la provincia acadiana con la fundación de Fort La Tour, en 1632 la parte peninsular con su capital Port Royal y en 1635 recuperaron la costa oriental mainesa de la provincia acadiana (sería ocupada por los ingleses desde 1654 a 1667, al igual que el resto del territorio de Acadia a favor de los escoceses). Por otro lado, en 1634 con el puesto comercial de la bahía de les Points comenzó la colonización en el Pays d'en Haut o País de lo Alto.
En el mar Caribe los franceses a principios del siglo XVII se habían establecido en las islas antillanas menores, iniciando en los extremos noroeste y sudeste de la isla de San Cristóbal en 1625 —la isla entera había sido de los ingleses desde 1623 y luego solo el centro insular, en donde circularía la libra esterlina como en otras islas— y continuaron a pesar de la batalla con los españoles en 1629, año en que también colonizaron un tercio de la isla de Santa Cruz —dividida entre ingleses y neerlandeses en 1625, luego entre tres y finalmente los ingleses los expulsaron hacia 1645— y la parte nororiental de la isla de San Martín en 1631 a 1633, por ocupar toda la isla los españoles, adonde circularían los reales novohispanos.

## Historia de los primeros resellos de la libra colonial y expansión territorial

### Primeras contramarcas de monedas francesas para uso colonial y nuevas conquistas
En Centroamérica conquistaron los franceses en 1635 a las islas Martinica y a Guadalupe, y por un edicto de junio de 1640 se ordenó resellar monedas desgastadas de un douzain francés (12 deniers) para uso colonial en América francesa (con fechas hasta 1629, contramarcadas con flor de lis, circularon hasta 1692). Desde 1648 colonizaron todo el norte de la isla San Martín —por usurpar la parte noroccidental inglesa (1631 a 1633), ya que el sur se recolonizó por los neerlandeses (de 1631 a 1633 y desde 1648, adonde circularían los rijksdaalders neerlandeses de diversas provincias)— de esta manera volvió a ser recuperado por los franceses, junto a las islas de Marigalante, La Deseada y de Los Santos, y colonizaron además en 1648 la isla de San Bartolomé pero fue abandonada por los ataques de los indígenas caribes en 1656. También en este último año fueron anexionadas las pequeñas islas de Petite Terre (aunque pobladas recién en 1770) y en todas circularon las libras coloniales francesas.
En Sudamérica los franceses colonizaron en el noreste desde 1643 hasta 1653 lo que antiguamente era la isla Cayena, adonde llevaron sus libras coloniales, pero fueron masacrados por los aborígenes caribes, luego desde 1656 fue colonizada por los neerlandeses que trajeron sus rijksdaalders y en 1664 fue recuperada por los franceses hasta 1667, por ser despoblada por los ingleses (volvió a ser francesa desde 1674 que volverían con sus libras). En Norteamérica fundaron en el este de la bahía de Placentia, en la costa meridional de la isla de Terranova, el «Fuerte de Plaisance» en 1662 que usaban desde 1655 de manera esporádica (y que con el nombre de Placencia había sido una estación ballenera vasca española estacional, junto al Puerto de los Vascos en el extremo occidental y la península de Port au Port en la costa oeste terranovense hacia 1500 y Balea Baya, Bahía de las Ballenas o Red Bay en la costa labradoreña del estrecho de Belle Isle desde 1550, que frecuentaban todos los años hasta alrededor de 1605 y en donde ya circulaban los reales españoles peninsulares).
Por otro lado, en el Caribe conquistaron en 1649 la isla de Granada con las Granadinas del sur, llamadas Carriacou (recién poblada en 1657) y Pequeña Martinica (recién poblada en 1700), en 1650 los franceses volvieron a colonizar la isla de Santa Cruz —ya que los ingleses habían sido desalojados por los españoles y en 1651 los franceses la cedieron sin perder soberanía a los Caballeros de Malta que la administraron usando libra francesa hasta 1664, para pasarla a la recién fundada Compañía Francesa de las Indias Occidentales, hasta que se le revocó la concesión el 2 de enero de 1674 y sus territorios volvieron a ser dominios del rey francés— y en 1659 nuevamente colonizaron la isla de San Bartolomé.
La isla Santa Lucía se ocupó en 1660 hasta 1663 —por la usurpación inglesa y fue cuando comenzaron a circular las nuevas monedas del chelín colonial «del pino» como en otras islas y colonias americanas— y recuperadas desde 1667 por el Tratado de Breda, pero perdió las partes francesas de las islas de San Martín (solo el norte) y de San Cristóbal (la isla entera) a manos inglesas en 1689 (hasta 1697) y quienes ya ocupaban la vecina isla Nieves (o Nevis en inglés, desde 1628), y finalmente los franceses colonizaron Dominica en 1690 pero deshabitaron las isla de Santa Cruz en 1695, por llevarlos al occidente de La Española (en 1733 la isla deshabitada fue comprada por la Compañía Danesa de las Indias Occidentales y Guinea y el 1 de septiembre de 1734 los daneses fundaron la ciudad de Christiansted y comenzaría a circular el rigsdaler colonial).

### Colonización de la parte occidental de la isla de Santo Domingo
Además en las Antillas Mayores, algunos franceses isleños que habían sido desalojados luego de la batalla de la isla de San Cristóbal, se instalaron en la isla de Santa Cruz pero otros isleños devinieron en bucaneros y ocuparon en el año 1629 hasta 1638 el litoral occidental de la isla caribeña de La Española —principalmente en las abandonadas colonias españolas de «Santa María de la Paz Verdadera» (1503-ca.1530), cerca de la costa y al oeste de la laguna del Fondo, y de «Santa María del Puerto» (ca.1530-1606)— y también en la adyacente isla de la Tortuga, aprovechándose de las devastaciones de Osorio, pero aún seguía circulando el real del Virreinato de Nueva España, y desde 1638 volvieron a ser parte de hecho de la Capitanía General de Santo Domingo.
Entonces los franceses reocuparon la pequeña isla nórdica adyacente con un gobernador propio desde 1640, trayendo las escasas monedas de la libra francesa y los resellos de la libra colonial para que lo remplazara pero seguiría circulando a la par, y enfrente los españoles fundaron «Valparaíso» en 1644 sobre una aldea marién, mientras los filibusteros franceses de la isla pasaron al litoral hacia 1650 y fundaron una colonia independiente en donde se habían asentado los bucaneros que se llamaría Hôpital (actual Puerto Príncipe), en donde se usaban los reales, aunque fueran repelidos los ataques españoles y los intentos de dominio francés.
En 1654 la isla de la Tortuga volvió a ser española y a circular oficialmente el real novohispano, pero desde 1655 pasó a depender de la Colonia de Jamaica inglesa y fue remplazado por el Chelín colonial angloamericano, y los filibusteros franceses expulsados se instalaron en la recién abandonada «Valparaíso» que renombraron Port-de-Paix en 1665, volviendo a utilizar los reales españoles, y nuevamente la isla Tortuga pasó a manos francesas en el mismo año y anexionó nominalmente el tercio occidental de La Española, por lo que otra vez fueron introducidas las monedas francesas y coloniales en dicha pequeña isla.
Comenzaron ese año por la costa sur y central con la colonización de las aldeas de la tribu jaragua: Gonaibo o Gonaïves (transformada en comuna en 1738) y Yaguana o Léogâne —en donde fundaron dos colonias cercanas: L'Ester y La Petite Rivière— y también en la parte nórdica desde 1670 con la fundación de Cabo Francés —cerca del antiguo y efímero fuerte español de La Natividad de 1492 a 1493 (trasladado al nuevo fuerte La Isabela, de 1494 a 1500) y reocupado como Puerto Real de 1503 a 1578, y cerca también del fuerte español de Bayajá de 1578 a 1606, que sería repoblado por los franceses con el nombre de Fort Dauphin en 1730 y ocupado por los españoles en enero de 1794— y pasaron a dominar el establecimiento filibustero de Port-de-Paix que pasó a ser la capital en 1676, por lo que pasó a circular en todos los establecimientos occidentales las escasas monedas de la libra francesa y las monedas exclusivas de plata de la libra colonial salvo en la rebelde Hôpital también de los filibusteros (que recién sería dominada en 1707).

## Monedas francesas para uso exclusivo en América colonial y nuevos resellos

### Monedas de plata para uso exclusivo en América francesa y la guerra del rey Guillermo
Un edicto del 19 de febrero de 1670 autorizó a la Compañía Francesa de las Indias Occidentales, fundada en 1665, para acuñar cuatro valores de monedas de estilo de la metrópoli pero para uso exclusivo en Nueva Francia y ese mismo año dicha compañía mandó a acuñar con ceca en París solo dos valores con busto del rey Luis XIV en el anverso y el escudo real coronado en el reverso, de cinco sols de plata de 20 mm y de quince sols de plata de 27,2 mm (semejantes a las francesas de otros años de 1⁄12 écu, equivalente a 10 sols, y de 1⁄2 ecu, respectivamente) y que uniéndose a las ya existentes finalmente circularon en toda la América francesa.
En el este del Canadá francés (desde que se repobló Tadoussac en 1615), en el territorio al sur del bajo río San Lorenzo se erigió en la orilla izquierda del río Richelieu a Fort Chambly en 1665 y en la orilla oriental de la confluencia del río Saguenay con el San Lorenzo, comenzó la colonización del interior a través de dicho río, donde se fundó en su orilla meridional a Chicoutimi en 1676 y viajaron a su origen en el lago Saint-Jean para retomar el afluente noroeste y cerca del lago homónimo dieron el nombre al puesto comercial Ashúapmushuan en 1685 (recién sería ocupado por los británicos en 1763), a mitad de camino de la bahía James. Hacia 1679 los franceses habían fundado a Fort Saint Anne o Fort Témiscamingue inicialmente en la orilla oeste del lago Timiskaming —pero fue destruido en 1689 por los iroqueses, luego sería refundado en la orilla oriental en 1720 hasta 1763 y posteriormente resurgido por la británica Compañía del Noroeste en 1788— y más al norte, erigieron en 1686 a Fort Saint Joseph en el lago Abitibi, por lo que se introdujo en estos territorios la libra colonial francesa.
En el disputado territorio de la bahía de Hudson de la compañía inglesa homónima que había comenzado con el primer establecimiento en la desembocadura del río Rupert en la sureña bahía James que llamaron Charles Fort o  Rupert House en 1668 (la actual Waskaganish) posteriormente en el interior del territorio y a orillas del río Albany, a 257 km de su desembocadura, los franceses fundaron a Fort des Français en 1685 —en el lugar de Henley House desde 1743— y al año siguiente fueron destruidos Rupert House (reconstruido en 1776) y East Main Post (reconstruido en 1719) y fue ocupado Fort Albany (que fue perdido en 1693), Moose Factory en la desembocadura del río homónimo (destruido por los ingleses en 1696 y reconstruido por los británicos en 1730) y otros de la bahía sureña entre junio y julio de 1686, y de esta manera la libra colonial llegó al litoral de las bahías.
En el mismo año los franceses también establecieron el Puesto de Arkansas con lo que comenzó así la colonización de la Luisiana, y esta expansión y aquellas usurpaciones provocaron la guerra del rey Guillermo en 1689 (la guerra de los Nueve Años anglo-francesa en América) y así los ingleses les usurparon Nueva Escocia que anexaron a la colonia de Massachusetts, por lo que comenzarían a circular los billetes locales de la libra massachusetense y las escasas piezas de la libra esterlina y las «monedas del pino» del chelín colonial, entonces los franceses se introdujeron con sus monedas coloniales en el interior continental acadiano o bien Nueva Brunswick y fundaron a Fort Nashwaak y además ocuparon Fort Severn, ambos en 1690, cerca de la desembocadura del río Severn en la bahía de Hudson, en donde también comenzaron a circular las escasas monedas de la libra francesa y las libras coloniales.

### Nuevas contramarcas monetarias y conquistas coloniales
Por dicha escasez monetaria, un edicto de octubre de 1692 había ordenado que se resellaran monedas de vellón antiguas de 15 deniers con la única ceca de París (y del único año 1641) para el uso exclusivo en Nueva Francia, luego usurparon en la desembocadura del río Hayes a York Factory de 1693 a 1694 y desde 1697 —en el País de los Ilinueses los franceses habían fundado la misión de Village des Illinois en 1675 que duró cinco años, el fuerte Crèvecœur en 1680 y fundaron a Cahokia en 1696, y en la Baja Luisiana a Biloxi en 1699— y de esta manera circularon en los territorios las monedas francesas contramarcadas desde 1692 hasta 1697 que finalmente se extenderían al resto de América francesa.
Por el tratado de Rijswijk de 1697, el rey inglés que también era el soberano escocés devolvió la península acadiana o Nueva Escocia a los franceses. Lo mismo ocurrió en las Antillas Menores con la parte nórdica de la isla de San Martín y los extremos noroccidental y sudoriental de la isla de San Cristóbal que pasaron a los franceses por dicho tratado. Además el rey español reconoció formalmente la colonia francesa de las Antillas Mayores que pasó a llamarse Saint-Domingue y en su litoral meridional fundaron en 1698 a Jacmel (y en 1726 repoblaron con el nombre de Los Cayos en donde se ubicaba la villa española de «Salvatierra de la Sabana» de 1503 a 1540).
En los dos tercios orientales de la Capitanía General de Santo Domingo —adonde repoblarían con el nombre de Hincha en 1704 (en la villa de «Lares de Guahaba» de 1503 a 1606) y fundarían San Rafael de la Angostura en 1761, Las Caobas en 1763 y San Miguel de la Atalaya en 1768— seguía circulando el real novohispano. Pero posteriormente al tratado, los ingleses ocuparían definitivamente toda la isla de San Cristóbal en 1702 (confirmado en 1715) y los neerlandeses ocuparían toda la isla de San Martín en 1703 (hasta 1717).

### Monedas de vellón para uso exclusivo colonial americano y pérdidas territoriales
Por el edicto del 26 de septiembre de 1709, se permitió con la ceca de Lyon la acuñación desde 1710 de unas monedas de vellón con el valor de 30 deniers para el uso exclusivo en la América francesa y continuaron produciéndola hasta 1713.
Pero los franceses finalmente perderían el territorio de la bahía de Hudson en 1713 por el Tratado de Utretch, conjuntamente con Nueva Escocia que había sido ocupada por los británicos desde 1710, a consecuencia de la guerra de la reina Ana, y las costas sur y noroeste de la isla de Terranova —la costa oriental de la bahía de Placentia con el establecimiento de Plaisance o Placentia con todo el resto de la isla había pasado a ser francesa desde 1655, excepto la colonia propietaria terranovense de la península de Avalon ya que era inglesa desde 1610 y posteriormente la costa oriental de la isla, y actualmente los franceses solo conservan las pequeñas islas sureñas de San Pedro y Miquelón desde 1763— por lo que los territorios pasaron a ser colonias británicas.
Pero por dicho tratado, preservarían lo que se llamó como la «costa francesa terranovense» (côte française de Terre-Neuve, en francés) que era el derecho a pescar en temporada y a establecer puestos esporádicos a lo largo de la costa noroccidental isleña, entre el cabo Bonavista de la costa oeste, al norte de la península de Avalon, y la punta Riche en el extremo norte de la isla (por el tratado de Versalles de 1783 cambió a la costa oeste: desde cabo San Juan en la costa nororiental hasta el cabo Ray en el extremo occidental). Por lo que esta nueva colonia británica comenzó a utilizar las escasas monedas de libra esterlina —además del real español, el portugués, los rijksdaalders o táleros imperiales neerlandeses y otras monedas extranjeras— y en especial las fraccionarias monedas coloniales «del pino» y «jacobita».

## Historia de las primeras acuñaciones propias de la libra de las Colonias Francesas

### Primeras libras coloniales con nombre propio que circularon en Nueva Francia, Guayana y el Caribe
En 1717 se acuñaron por primera vez las monedas coloniales para la América francesa, que circularon en la sudamericana Colonia de Cayena y en las Antillas, aunque las islas San Vicente y las Granadinas serían colonizadas recién en 1719, pero fueron acuñadas hasta 1722 y circularon hasta que comenzaron a escasear en el Caribe en 1730.
También se utilizaron en la norteamericana gobernación de Nueva Francia que se dividía en tres provincias: la de Luisiana con el País de los Ilinueses desde 1717, año que fundaron en el oeste-central de la actual Alabama al fuerte Toulouse cerca de la unión entre los ríos Coosa y Tallapoosa y en 1739 al fuerte Tombecbe; la de Acadia con las islas del Cabo Bretón, que por el Tratado de Utrecht había sido recuperada y repoblada en 1713, y la de San Juan, igual que la anterior pero recién poblada en 1720, y la del Canadá con el citado País de los Ilinueses hasta 1717, con la Costa de Labrador recién poblada por franceses en Hamilton Inlet, en donde fundaron a Rigolet en 1735 —fue despoblado a manos británicas en 1763, luego fue repoblado por comerciantes independientes del Bajo Canadá en 1785 y en 1795 por los misioneros cristianos de la Hermandad de Moravia, ya instalados con puestos comerciales en Nain desde 1771 a unos 120 km noroeste y en otros sitios— y con el Pays d'en Haut o País de lo Alto.
En este último, en medio de la zona de los tres Grandes Lagos más occidentales y en la orilla sur del río St. Marys, se había fundado la misión jesuita francesa de amerindios ojibwa de Sault Ste. Marie en 1668, en el noroeste del lago Superior se erigió a Fort Kaministiquia de 1685 a 1696 y de 1717 a 1760, y en el sudoeste del mismo lago, en el extremo sur de la isla Madeline del archipiélago Apóstoles en la desembocadura de la bahía Chequamegon —en el norte del actual Wisconsin— se erigió a Fort La Pointe de 1693 a 1698 (y de 1718 a 1759, repoblado por franco-canadienses bajo dominio británico desde 1796).

### Escasez monetaria y surgimiento de la libra propia de las islas de Barlovento
En las islas San Vicente y las Granadinas, Granada, Santa Lucía, Martinica, Dominica, Guadalupe, San Bartolomé y norte de San Martín, dicha escasez de fraccionario hizo que produjeran en conjunto las monedas de plata de la libra de las Islas de Barlovento (Îles du Vent, en francés), en 1731 y en 1732 con ceca de La Rochelle.
Pero nuevamente la parte francesa de la isla de San Martín fue usurpada por los británicos desde 1734, por lo que circuló el chelín colonial «de la rosa americana» o «de Hibernia» hasta 1748, año que fue devuelta tras el Tratado de Aquisgrán, volviendo a circular en esta la libra de las Islas de Barlovento que se usaron en todas las islas antillanas hasta 1761, fecha de la ocupación británica en donde separadamente y en distintos años contramarcaron reales españoles y brasileños.

## Reutilizaciones monetarias francesas para América y nuevos resellos coloniales remanentes

### Expansión colonial, monedas retiradas de circulación en la metrópoli y reutilizadas en las colonias americanas
Posteriormente en el citado territorio canadiense del Pays d'en Haut o País de lo Alto se erigieron los establecimientos más hacia el oeste por La Vérendrye como ser a Fort Saint Pierre de 1731 a 1758 en el sur del lago Rainy, a Fort Saint Charles de 1732 a 1763 en el oeste del lago de los Bosques,  a Fort Maurepas de 1734 a 1739 en la desembocadura del río Rojo del Norte en el lago Winnipeg y luego hacia 1740 a 1758 en la orilla occidental de la desembocadura del río Winnipeg en el extremo sur del mismo lago. Además a Fort La Reine de 1738 a 1759 en la orilla norte del río Assiniboine, cerca del extremo sur del lago Manitoba.
En la orilla occidental del río Rojo del Norte del «País de lo Alto» se erigió a Fort Rouge y Fort Pointe des Bois, ambos de 1738 a 1753 (el primero en el sur de la actual Manitoba y el segundo en el este de la actual Dakota del Norte), también al primer Fort Dauphin de 1741 a 1758 en el extremo noroccidental del lago homónimo que está conectado con el centro-oeste del lago Winnipegosis (bajo dominio británico por pedlars se erigió el segundo Fort Dauphin en 1767, en el extremo norte del lago homónimo, adonde falleció el explorador Peter Fidler en 1822), además a Fort Paskoya de 1741/1750 a 1759, Fort Bourbon de 1741/1752 a 1759 (el primer sitio en el actual Grand Rapids, ubicado en la desembocadura del río Saskatchewan con el lago Winnipeg), además a Les Grandes Fourches hacia 1745 hasta 1763 también en la orilla oeste del río Rojo del Norte (en la actual Dakota del Norte), Fort La Jonquière en 1751 hasta 1759 a orillas del río Saskatchewan Norte (ubicado cerca del actual Nipawin en el embalse Tobin) y el más lejano llamado Fort de la Corne de 1753 hasta 1759 cerca del lago de los Patos.
En 1745 las monedas de «doble sol» de las veintinueve cecas francesas (del año 1738 hasta el año 1744) se quitaron de circulación y se exportaron para uso exclusivo en Nueva Francia y nuevamente solo las de ocho cecas a finales de 1753 (las de los años 1745 a 1753), y por ende también circularon en el Caribe y en Cayena hasta que comenzaron a escasear, al dejar de exportar y perder las colonias norteamericanas (excepto las islas de San Pedro y Miquelón, perdidas en 1713 pero recuperadas en 1763).

### Pérdidas coloniales de mediados de sigloXVIIIy resellos por escasez monetaria
Nueva Francia finalmente se perdió por el Tratado de París de 1763 a favor de los británicos y con el excedente de dichas monedas circulantes en la excolonia francesa se contramarcaron en dicho año para uso en las colonias americanas remanentes, y en dicha fecha, Guadalupe fue devuelta a los franceses ya que había sido ocupada desde 1759 por los británicos, por lo que en esta y las demás islas usurpadas circularon los chelines coloniales «de voce populi».
En las tres provincias norteamericanas que perdieron los franceses, pasarían a circular las monedas del chelín colonial «voce-populi» y las escasas monedas de las libras esterlinas, excepto en la parte de la Luisiana que pasó al dominio de los españoles, en donde circularon los reales novohispanos.
Con la expulsión de los acadianos de la incipiente Nueva Brunswick británica en 1755 —el remanente de la provincia novofrancesa de Acadia, durante la guerra franco-india y un año antes de la guerra de los Siete Años— un grupo de familias se unió a la expedición colonizadora de Bougainville que partió a las islas Malvinas para fundar el fuerte militar de Puerto Luis el 17 de marzo de 1764. En dichas islas comenzaron a circular monedas de la América francesa que llevaron las familias acadianas y algunas libras de la metrópoli pero tres años después, el 2 de abril de 1767, el militar español Felipe Ruiz Puente tomó posesión de la colonia francesa transformándola en la gobernación subordinada de las Islas Malvinas del Río de la Plata, comenzando a circular el real español del Virreinato del Perú.
La parte francesa de la isla de San Martín fue usurpada por los británicos en 1756 y la isla de Santa Lucía en 1762 pero ambas solo fueron retenidas hasta 1763, por el Tratado de París, que también estipulaba la cesión de las islas francesas de Granada, Dominica y San Vicente y las Granadinas a Gran Bretaña, la cual también obtuvo de los neerlandeses la isla de Tobago.

## Historia de las nuevas acuñaciones propias de la libra de las Colonias Francesas y nuevos resellos

### Nuevas monedas acuñadas para las colonias de San Pedro y Miquelón, del Caribe y de Guayana
Por la ya citada escasez de numerario de libra colonial francesa y por los excedentes monetarios de las colonias norteamericanas perdidas, se las contramarcaron en 1763, hasta que comenzaron a acuñarse nuevas monedas propias de la libra de las Colonias Francesas en 1767.
Pero nuevamente los británicos usurparon la isla de Santa Lucía en 1778, al igual que San Pedro y Miquelón, pero Santa Lucía se perdió en 1779, año en que fue tomada otra vez por los franceses y que al mismo tiempo volvían a recuperar las islas de Granada y San Vicente con las Granadinas, y además pudieron ocupar las islas San Eustaquio y Tobago en 1781.
Entonces, en este último año, los británicos volvieron a usurpar la parte francesa de San Martín y nuevamente Santa Lucía en 1782, al igual que las islas Los Santos (a estas la retuvieron hasta 1802) y en el mismo año los franceses les usurparon la isla Nieves. Sin embargo Granada con Nieves, San Vicente y las Granadinas fueron devueltas a los británicos y la parte norte de San Martín con Santa Lucía, además de la confirmación de la posesión de la isla de Tobago, a los franceses por el Tratado de Versalles en 1783, al igual que los franceses devolvieron San Eustaquio a los neerlandeses, por el mismo acuerdo de paz pero en 1784.

### Contramarcas nuevas de la libra colonial y monedas separadas de Saint-Domingue y de Guayana
Al mismo tiempo y a consecuencia de que comenzaran a escasear los numerarios de las libras coloniales francesas, al igual que las de la metrópoli, comenzaron a resellar en 1779 nuevas piezas monetarias.
Posteriormente surgió en la colonia sudamericana en 1780 la libra de la Colonia de Cayena o de Guayana Francesa con ceca en París, para remplazarla definitivamente, y también en la colonia centroamericana de Saint-Domingue (actual Haití) que comenzó en 1781 a resellar monedas extranjeras que ya estaban circulando, con ceca en Cabo Francés, y así surgió el escalín de Saint-Domingue que equivalía a un real español.

### Nuevas monedas acuñadas de la libra de las Colonias Francesas, el franco y las monedas propias de Guadalupe
Las libras coloniales comenzaron a ser nuevamente acuñadas en 1781, y en 1782 también se usaron en la usurpada Guayana neerlandesa hasta que en 1784 fue devuelta, y en el mismo año la isla San Bartolomé pasó a manos suecas (hasta 1877). Las libras se siguieron acuñando hasta 1787 pero circularon hasta 1794, año de ocupación británica de varias islas, como la de Tobago, y cuando comenzaron a llegar las monedas del nuevo franco de la Primera República (y luego del Primer Imperio francés en 1803) que se distribuyeron por todas las colonias americanas, inclusive en la parte oriental de la isla de Santo Domingo que los españoles cedieron por Tratado de Basilea en 1795.
Varias islas antillanas francesas crearon sus propias monedas de emergencia y de ocupación por la escasez monetaria del franco de la metrópoli debido a la propagación de las guerras revolucionarias francesas, y en especial, la isla francesa de Guadalupe y dependencias (con las islas Marigalante y La Deseada, pero las islas Los Santos desde 1802), que contramarcó con un monograma propio: RF —Republique Française— en 1797 (sin fecha impresa) con un valor de 3 sols con 9 deniers de bronce en monedas de 12 deniers de 1767 de libra colonial francesa que ya no circulaban (y continuarían resellando en 1802 y en 1803, y todas se usarían hasta 1810).

### Monedas de usurpación británica de Martinica y continuación durante la reocupación francesa
La isla de Martinica durante la primera ocupación británica en 1762 reselló dólares columnarios españoles desde ese año hasta 1763 (sin fecha estampada) para los valores de ½, 1, 2, 5 y 10 bits de plata (11 bits = 99 peniques = 8 reales) con agujero central en forma de corazón (en monedas de ½, 1, 2, 4, y 8 reales respectivamente).
Con el restablecimiento francés de la isla de Martinica en 1763, se continuó con la misma modalidad del agujero central en forma de corazón para los valores de ½, 1, 2, 5 y 10 bits de plata (11 bits = 15 sols = 1 escalín = 8 reales) sobre dólares españoles columnarios con pequeñas diferencias en la forma del corazón en tres tipos diferentes más: en 1764, en 1765 y en 1770-1772.

### Nuevas pérdidas isleñas y resellos de ocupación
En la isla de San Bartolomé sueca (con paridad de 6 stivers = 1 real y 11 reales = 1 dólar español) se resellaron después de 1785 con un monograma: corona céntrica, para 2 sous en moneda de Colonia de Cayena de mismo valor, después de 1800 nuevamente con monograma: corona central, para 1 cent en moneda estadounidense del mismo valor, para 1 stiver en moneda de Curazao del mismo valor, para 1 real (en moneda de 1 real colonial) y para 2 reales (en 2 reales coloniales).
La isla de Granada británica hacia 1787 contramarcó (todas sin fechas estampadas) para el valor de 1 bit (era 9 peniques, ya que 11 bits = 99 peniques = 1 dólar español hasta 1798) con un monograma: G en cortes de onceavos triangulares de un real de a ocho colonial español y en 1798 resellaron por valor de 66 chelines (eran 88 bits o 792 peniques, ya que 12 bits = 9 chelines = 1 dólar español hasta 1840) en monedas de oro de 6400 reis luso-brasileños, con tres monogramas: G en los bordes y con o sin monograma central: IW, WS o JR (también hubo resellos en 1814 y en 1818).
La parte sur neerlandesa de San Martín contramarcó en 1787 (sin fecha estampada) para 18 stuivers con monogramas: c c central y 18 en borde de cortes de cuartos triangulares de 8 reales coloniales españoles que circuló hasta 1794, año en que había comenzado a usarse el florín de las Indias Occidentales Neerlandesas.
Las islas francesas de Tobago y Martinica, además de San Pedro y Miquelón, Guadalupe, Marigalante y Santa Lucía, fueron usurpadas por los británicos en 1794 —pero estas cuatro últimas fueron recuperadas en 1795, año que también los franceses ocuparon San Eustaquio, aunque otra vez Santa Lucía fuera reocupada por los británicos en 1796 a 1797 y nuevamente junto a San Eustaquio en 1801— y de esta manera Martinica, Santa Lucía, San Eustaquio y las islas Los Santos (veinte años siendo británica) las retuvieron hasta 1802, cuando fueron devueltas por el Tratado de Amiens.
En la isla de Martinica durante la segunda usurpación británica en 1794 (hasta 1802, sin fecha impresa) se mantuvo la paridad con la libra colonial francesa que para el valor de 1 escalín de plata (15 sols o sous o sueldos en español) solo cortes de tercios triangulares de bordes almenados en monedas de 2 reales (sin contramarca), y para 3 escalines de plata solo cortes de cuartos triangulares almenados en 8 reales (sin contramarca).
En cuanto a la parte nórdica francesa de San Martín fue usurpada nuevamente por los británicos desde 1794 hasta 1796 pero los franceses la ocuparon entera desde 1796 hasta 1800, cuando volvió a manos británicas hasta 1804, año en que cayó el Consulado galo y se la entregó otra vez a los franceses (hasta 1810). En el año 1803 los británicos habían vuelto a usurpar definitivamente la isla de Santa Lucía (que sería confirmado en 1814).
La isla de San Martín enteramente francesa contramarcó en 1797 (todas sin fechas estampadas), manteniendo modalidad monetaria neerlandesa, para 18 stuivers con tres monogramas: c c y manojos de flechas, ambos centrales, y 18 en el borde de cuartos triangulares de plata de real de a ocho colonial español. En 1798 para 2 stuivers de vellón con monograma: StM dentro de círculo punteado, en monedas de la Colonia de Cayena. Todas circularon hasta 1800, cuando deja de ser francesa por cuatro años.
La isla San Eustaquio ocupada por los franceses reselló en 1797 (hasta 1801, y todas sin fechas estampadas) para 1 stuiver de vellón con un monograma: SE incuso, en moneda de la Colonia de Cayena, y luego de un breve tiempo en poder británico, en la isla ya neerlandesa se contramarcó en 1802 (hasta 1810) para 1 stuiver de cobre, vellón y plata con monograma SE en relieve.
Las islas de San Vicente y las Granadinas británicas contramarcó en 1797 (todas sin fechas estampadas) con un monograma: SV superpuestas para el valor de 1 black dog (1½ peniques o 1⁄6 bit), y mismo monograma con otro formado por: C coronada, para el valor de 1 stampee (2¼ peniques o ¼ bit), ambos en monedas de la libra colonial francesa que ya no circulaban, también mismo monograma: SV superpuestas, para el valor de ¼ dólar en cada extremo de cortes de cuartos triangulares y para el valor de ½ dólar mismo monograma en ambos extremos de cortes de tercios triangulares, ambas del real de a ocho colonial español, y en 1798 (hasta 1818) resellaron por valor de 66 chelines de oro (eran 88 bits o 792 peniques, igual a Granada), con tres monogramas: SV de letras superpuestas en los bordes y con o sin monograma central: IS o GH, y para el valor de 9 libras esterlinas con 12 chelines de oro con mismo monograma, dos en los bordes y uno central en monedas de 12 800 reis luso-brasileños (siguieron otras contramarcas en 1802, 1809 y de 1811 a 1814).
En la nuevamente recuperada Santa Lucía francesa por necesidad monetaria en 1798 (hasta 1801, sin fecha estampada) se contramarcó con un monograma: SL superpuestos en cada ángulo monetario, para 2 escalines en cortes de sextos triangulares, para 3 escalines en cortes de cuartos triangulares, para 4 escalines en cortes de tercios triangulares y para 6 escalines en mitades cortadas, todos de reales de a ocho coloniales españoles.
En la isla de Tobago británica se resellaron en el año 1798 (sin fecha impresa) para 1½ peniques de vellón con un monograma: TB, sobre varias monedas coloniales francesas, para 2¼ peniques de cobre o vellón con monograma encolumnado: TB y debajo O dentro de un cuadrado, también sobre varias monedas coloniales francesas, para 1½ bits de plata con un monograma: T rodeado de rayos sobre el centro circular almenado cortado de 15 mm de diámetro de real de a ocho colonial español, y para 11 bits (8 chelines) monedas con centro agujereado de bordes almenados en dólar español. Todas circularon hasta 1822, cuando surgió el dólar del ancla.
En la isla Dominica británica se contramarcaron en el año 1798 (sin fecha estampada) para 1½ bits (moco) de plata con un monograma en cursiva y mayúscula: D con una pequeña estrella en el centro y rodeado completamente de rayos en forma de gotas alargadas, sobre el centro circular almenado cortado de 14 mm de diámetro de un real de a ocho; para 11 bits monedas con agujeros de bordes almenados de reales de a ocho virreinales novohispano y peruano (sumados a los posteriores resellos de 1813, de 1816 a 1818, todos circularon hasta 1822, cuando se acuñaron los dólares del ancla para la América británica).

### Pérdidas coloniales del sigloXIXy nuevos resellos isleños
Por otro lado, con la revolución haitiana y luego de la Guerra de los Cuchillos, el victorioso exesclavo Toussaint Louverture ocupó la parte occidental en 1800 y formó en 1801 con toda la isla La Española hasta 1802 un Estado autónomo dentro de la República Francesa, por lo que contramarcaron para el escalín haitiano con ceca en Cabo Francés y acuñaron monedas en 1802, pero en este año los franceses reocuparon la colonia rebelde y contramarcaron monedas francesas y británicas para el escalín de Saint-Domingue. Estas piezas circularon en la parte occidental hasta 1804 que se independizó como Haití, contramarcando nuevamente para el escalín haitiano, y hasta 1809 en la parte oriental que pasaría a manos españolas para acuñar reales dominicanos y contramarcar reales novohispanos propios hasta 1822, cuando fue invadido por Haití.
En la isla de San Cristóbal británica se reselló en 1801 (todas sin fechas estampadas) con un monograma: S, para 1 black dog de vellón en moneda de 24 deniers de libra colonial americana que ya no se usaban, para 1⁄8 dólar de plata en el vértice en cortes de octavos triangulares de 8 reales coloniales españoles, para 1⁄4 dólar de plata en vértice de cortes de cuartos triangulares de 8 reales y para 1⁄2 dólar en corte de la mitad de 8 reales; para 1 stampee de vellón de 1809 a 1812 se contramarcó con un monograma: SK sobre moneda de dos sous de la Colonia de Cayena. Junto con la vecina isla Nieves circularían hasta que apareciera el medio penique «del Barco» angloamericano a partir de 1810 y luego el dólar del ancla en 1822.
Y en la vecina isla Nieves (o Nevis, en inglés) se reselló en 1801 o en fechas indeterminadas con un monograma: NEVIS para 1 black dog (1½ penique o 1⁄6 bit) sobre moneda de 2 sous de la Colonia de Cayena, para 4 black dogs de plata además con monograma numérico: 4 incuso sobre moneda indeterminada, 6 black dogs de plata además con monograma numérico: 6 incuso, 7 black dogs de plata además con monograma numérico: 7 incuso y  9 black dogs de plata además con monograma numérico: 9 incuso sobre un real colonial español y sobre una macuquina de Potosí de 1684. De la misma manera que su vecina, circularían hasta que apareciera el medio penique «del Barco» del chelín colonial a partir de 1810 y luego el dólar del ancla en 1822.
Continuaron en las británicas islas de San Vicente y las Granadinas —las anteriores habían sido en 1797 y chelines de oro de 1798 hasta 1818— los resellos de dólares españoles en 1802 y 1809 (sin fechas impresas) para el valor de 12 bits con un monograma encolumnado: S XII en borde superior y gran agujero central (en moneda de 8 R.), de 1811 a 1814 para 4½ bits con un monograma céntrico en cruz: S IV  B (en 2 R.), para  6 bits con un monograma encolumnado: S VI en corte de centro circular de 23 mm de diámetro (de 8 R.), para 9 bits con mismo monograma central (en 4 R.) y para 12 bits mismo monograma en borde superior con agujero central (en 8 R.), y de 1814 para el valor de 1 black dog de vellón (1½ penique o 1⁄6 bit) con un monograma: S retrógrada dentro de octógono en chapeca y para 1 stampee de vellón (2¼ peniques o ¼ bit) con mismo monograma anterior con otro formado por C coronada en moneda colonial francesa, sumando a los 66 chelines contramarcados hasta 1818, todas las monedas reselladas circularon hasta la creación del dólar del ancla de la América británica en 1822.
Continuaron los franceses en la isla de Guadalupe y dependencias (con las islas Marigalante, La Deseada y Los Santos) las contramarcas de emergencia monetaria nuevamente en 1802 (todas sin fechas estampadas) —las anteriores habían sido en 1797 y seguían usándose— para el valor de 1 escalín de plata con pequeños cortes de trapecios de 9 por 8 y 16 mm rectos (en borde curvo) de los lados con mismo monograma y para el valor de 4 escalines de plata con corte de centro octogonal de 9 mm de lado con mismo monograma debajo de otro numérico: 4E RF , ambos extraídos de real de a ocho colonial español, y en 1803 resellaron para el valor de 20 libras de oro un monograma numérico excéntrico: 20 junto a una pequeña cabeza de caballo en relieves dentro de un rectángulo incuso, en monedas de 6400 reis luso-brasileños de 1751 a 1777, y para el valor de 22 libras de oro con otro monograma numérico excéntrico: 22 junto a una pequeña cabeza humana en relieves dentro de un rectángulo incuso, en monedas de 6400 reis luso-brasileños de 1777 a 1786 (todas circularon hasta 1810).
Con la recuperación francesa en la isla de Martinica en 1802 (hasta 1809, sin fecha estampada) se siguieron usando los escalines británicos que mantenían la paridad francesa y además para el valor de 20 libras de oro se reselló con monograma encolumnado: 20 encima de pequeña águila sobre monedas de 6400 reis luso-brasileños de 1751 a 1786 con 30 mm de diámetro, y para 22 libras de oro con monograma encolumnado: 22 encima de pequeña águila sobre monedas de 6400 reis luso-brasileños de 1789 a 1805 con 32 mm de diámetro.
En la isla de San Martín enteramente francesa nuevamente se reselló en 1805 (todas sin fechas estampadas), manteniendo modalidad monetaria neerlandesa, para 2 stuivers de vellón con un monograma: flor de lis incusa sobre moneda de la Colonia de Cayena, otras de plata con un monograma: flor de lis en relieve dentro de círculo punteado, y otras de plata con dos monogramas: flor de lis incusa y StM dentro de círculo punteado, y para 18 stuivers en 1809 con dos monogramas: S.MARTIN céntrico y manojos de flechas en vértice de cortes de quintos triangulares de real de a ocho colonial español. Todas circularon hasta 1810, cuando dejó de ser francesa durante seis años por pasar a manos británicas que no resellaron ni acuñaron moneda propia, ya que circularían las contramarcas de la Colonia de Curazao y Dependencias de ocupación británica (hasta 1816, aunque se seguirían usando en la parte sur hasta 1818).
En la parte sur neerlandesa siguió circulando las contramarcas de Curazao y Dependencias británicas (hasta 1817) y neerlandesas (resellos de 1818 a 1825) pero emitió resellos propios para 2 stuivers de vellón en 1820 (sin fecha estampada) revalidando contramarcas con un monograma: M incusa en el borde de moneda con monograma francés StM en círculo punteado de 1798 de moneda de la Colonia de Cayena (circularía hasta 1821).
Posteriormente los británicos volvieron a ocupar las islas de Marigalante y La Deseada en 1808, las islas Los Santos y Martinica en 1809 y la de Guadalupe con la isla entera de San Martín en 1810, y a todas las retuvo hasta 1815.
En la isla de San Bartolomé sueca se continuó (desde 1785) con las contramarcas en el año 1808 (sin fecha estampada) con monograma encolumnado marcando valor, para 3 stivers: 3 M coronados en moneda de medio real colonial español, para 4 stivers: 4 M coronados en moneda de medio real, para 7 stivers: 7 M coronados en moneda de un real, para 9 stivers: 9 M coronados en moneda de un real, para 14 stivers: 14 M coronados en moneda de dos reales y para 18 stivers con 18 M coronados en moneda de dos reales. Presumiblemente todas las contramarcas circularon hasta 1815 para luego utilizar el riksdaler sueco (y desde 1874 a 1877 la Corona sueca).
En la isla de San Eustaquio durante la nueva ocupación británica más prolongada, contramarcó de 1810 hasta 1812 (sin fecha impresa) con un monograma: P en círculo para 1 stuiver (6 stuiver = 1 reaal español) sobre monedas reselladas SE de varios metales de San Eustaquio francesa y neerlandesa, y con un monograma: P en círculo punteado para 2 reales de plata sobre monedas indeterminadas y sobre monedas reselladas con monograma 14 de San Bartolomé sueca. Todas las contramarcas británicas circularon hasta 1816, año en que se la devolvieron a los neerlandeses.
La isla de Guadalupe y dependencias en ocupación británica con las islas de Martinica, Marigalante, La Deseada y Los Santos, reselló en 1811 (sin fecha impresa), manteniendo modalidad monetaria francesa, sobre monedas extranjeras y de la metrópoli del Antiguo Régimen con uno, dos o tres monogramas: G coronada; para el valor de 10 sous de plata (½ libra guadalupense) con un monograma central sobre seis sols franceses de 1726 a 1770, sobre tres peniques británicos de 1762 a 1786 y sobre medio real español columnario colonial; para el valor de 20 sous de plata (1 libra guadalupense) con un monograma central rodeado de rayos sobre corte de centro cuadrado de bordes crenados de reales de a ocho, sobre 12 sols franceses de 1726 a 1732, de 1743 a 1770 y de 1775 a 1789, y sobre seis peniques británicos de 1743 a 1758; para el valor de 40 sous de plata (2 libras guadalupenses) sobre tercio de ecu francés de 1720 a 1723, sobre veinticuatro sols franceses de 1726 a 1790 y sobre un chelín británico de 1787.
Para el valor de 2 libras guadalupenses con 5 sous, se reselló con dos monogramas en extremos de cortes de trapecio de 14 por 10 y 17 mm rectos (en borde curvado) de los lados; para el valor de 2 libras con 10 sous de plata con tres monogramas en vértices de cortes de cuartos triangulares de real de a ocho; para el valor de 9 libras de plata con un monograma en anverso y otro en reverso sobre reales de a ocho con agujero central romboidal de bordes crenados, y para el valor de 82 libras con 10 sols de oro con un monograma central y otro nuevo monograma numérico por debajo: G coronada y 82.10 en relieve dentro de rectángulo incuso, sobre 6400 reis luso-brasileños de 1751 a 1786 y de 1789 a 1805. Todas las contramarcas británicas circularon hasta 1815, fecha que se la devolvieron a los franceses.
En la isla de Santa Lucía de usurpación británica se contramarcó con círculos en 1811 (todas sin fechas estampadas), para el valor de 3 stampees de plata (2¼ peniques o ¼ bit) con un círculo en el borde almenado de cortes de cuartos triangulares de dos reales coloniales españoles, para el valor de 1 escalín de plata con un círculo central en cortes de tercios triangulares (también de dos reales), para 1½ escalines de plata con dos círculos en cortes de cuartos triangulares de cuatro reales y para el valor de 2 escalines con tres círculos en cortes de tercios triangulares (también de cuatro reales). En el año 1813 se reselló con el monograma S:Lucie, para el valor de 2 libras con 5 sous de plata sobre cortes de cuartos de ocho reales) y para 6 libras con 15 sous de plata sobre el corte de los dos cuartos centrales (también de ocho reales). Todas circularon hasta la acuñación del dólar del ancla en 1822.
Continuaron los británicos en la isla Dominica las monedas contramarcadas en 1813 (previamente se reselló en 1798, todas sin fechas estampadas) para el valor de 3 bits de plata con un monograma: 3 coronado en mitad de borde almenado de corte de centro circular de real de a ocho colonial, para el valor de 4 bits con monograma: 4 en cuadrado coronado al lado de un agujero almenado en corte de centro circular de real de a ocho colonial, para el valor de 6 bits con un monograma: 6 coronado en anverso o reverso de corte de centro circular del real de a ocho colonial, para el valor de 12 bits con un monograma: 12 coronado en pieza agujereada del real de a ocho virreinal peruano y para el valor de 16 bits con un monograma: 16 coronado también en pieza agujereada de ocho reales virreinales novohispanos; en 1816 para el valor de 2 bits de plata con un gran agujero que la deja a modo de anillo en pieza de dos reales coloniales españoles, y de 1816 a 1818 para 2 chelines con 6 peniques de plata con un monograma: 2.6 en corte de cuarto triangular de ocho reales coloniales españoles. Todas circularon hasta que surgió el dólar del ancla en 1822.
También en la isla de Granada británica continuaron en 1814 con los resellos —los anteriores se hicieron hacia 1787 y en 1798— para el valor de 2 bits de plata (1 chelín con 6 peniques) y para el valor de 4 bits (3 chelines, porque 12 bits = 9 chelines = 1 dólar español) con tres monogramas angulares: TR (o GS), G y según el valor: 2 o 4, sobre cortes de sextos o tercios triangulares de ocho reales coloniales españoles respectivamente y para el valor de 6 bits (4 chelines con 6 peniques) con 3 monogramas en el borde recto sobre mitades de reales de a ocho coloniales españoles: TR (o GS, en el ángulo izquierdo), G (en el borde central) y 6 (en el ángulo derecho), y en 1818 para el valor de 1 bit (9 peniques) con tres monogramas angulares: TR (o GS), G y 1, sobre cortes de tercios triangulares de dos reales coloniales españoles. Todas las contramarcas en los cortes monetarios circularon hasta la creación del dólar del ancla en 1822.
En la Colonia de Curazao y Dependencias en posesión neerlandesa emitió los cortes resellados de 8 reales españoles coloniales, para el valor de 3 reaales con monograma: 3 en círculo en 1818 y en círculo dentado de 1819 a 1825 (todas sin fechas estampadas) en bordes de cortes de quintos triangulares y para el valor de 5 reaales con monograma: 5 en círculo en 1818 en borde de corte de tercios triangulares; para las monedas de 1 stuiver con año 1822 y para ¼ y 1 reaal, ambas con año 1821, y circularían todas hasta 1828 (año en que todas las Antillas Neerlandesas pasarían a depender de Paramaribo y adoptarían el florín neerlandés, hasta que en 1838 se reselló para Surinam y dependencias con monograma: C incuso en óvalo en relieve central en cortes de cuartos triangulares de un florín neerlandés y para 2 centen se reacuñó en 1840 y 1841 la moneda de un stuiver con año 1822; circularon todas hasta 1845, año de la separación de las Antillas Neerlandesas de Surinam).

### Consecuencias bélicas y colonias francesas remanentes
Luego de las guerras napoleónicas y la Restauración borbónica en Francia, volvieron a acuñarse monedas propias pero esta vez era el franco de las Colonias Francesas americanas en 1825 pero solo en los remanentes que le quedaba en el continente que eran la Guayana Francesa, las Antillas y las islas de San Pedro y Miquelón. Se acuñaron hasta 1844 pero siguieron circulando hasta 1846 en Guayana y en el resto hasta 1848, cuando se proclamó la Segunda República francesa.

## Monedas
Se resellaron desde 1640 (hasta 1697) monedas francesas antiguas de vellón, además en 1670 con ceca de París se produjeron monedas de plata con estilo de la metrópoli para uso exclusivo en América francesa y nuevamente pero de vellón con ceca de Lyon desde 1710 hasta 1713, y por primera vez se acuñaron monedas de bronce y cobre coloniales desde 1717 hasta 1722 pero circularon devaluadas desde 1724 —las islas de Barlovento francesas tuvieron moneda propia desde 1731 y se usaron hasta 1761, año de la ocupación británica— y desde 1745 las monedas de todas las cecas francesas de 2 sols con años de 1738 a 1753 son las que circularon hasta 1762, que con el excedente de la pérdida colonia de Nueva Francia se contramarcaron en 1763 para uso en el Caribe y en Cayena que ya comenzaban a escasear —en la misma fecha de la devolución británica de Guadalupe que había sido ocupada en 1759— y nuevamente se acuñaron monedas coloniales en 1767, para luego resellar piezas francesas otra vez en 1779 —todos los resellos desde 1640 sin fechas estampadas, y en 1780 Guayana Francesa acuñó su libra propia y en 1781 también Saint-Domingue con su escalín local— y por último, se produjeron en vellón en 1781, en 1786 y en 1787 que circularían hasta 1794. La lista subsiguiente detalla cada una:
- 6 deniers de bronce con año 1717 y ceca de Perpiñán (marca: Q), en el anverso con rostro masculino joven, de perfil derecho y con cabello ondulado largo, orlado con la inscripción en latín abreviada y en mayúsculas: LUD . XV DG FR . ET . NAV . REX (Luis XV, por la gracia de Dios, rey de Francia y Navarra), y en el reverso, palabras encolumnadas: VI DENIERS COLONIES 1717 Q.[60]
- De cobre de 1724 a 1732 (por devaluación de las monedas de nueve deniers de los años 1721 y 1722 con cecas de Ruan y La Rochelle y valores sin figurar en la pieza).[60]

- 9 deniers (sin figurar en la moneda) de cobre con años 1721 y 1722, cecas de Ruan (B) y La Rochelle (H), en el anverso con letras L mayúsculas entrecruzadas en forma de X coronada (rey Luis XV), orlada con la inscripción en latín y en mayúsculas: SIT NOMEN DOMINI BENEDICTUM (bendito sea en nombre del Señor), y en el reverso, palabras encolumnadas: COLONIES FRANÇOISES *1721* (ceca) y *1722* (ceca).[60]

- 12 deniers (1 sol) de vellón,[16] resello de 1640 hasta 1692 (valor sin figurar en la moneda) con un monograma de flor de lis en relieve dentro óvalo incuso con bordes punteados en relieve, sobre monedas francesas antiguas de un douzain hasta la fecha de 1629 con cuatro cecas: París (A, 1617-1618), La Rochelle (H, 1616, 1620, 1625-1626 y 1628), Toulouse (M, 1611) y Montpellier (N, 1621-1622 y 1628-1629), en el anverso con escudo real francés coronado y en el reverso con una cruz con extremos en dos puntas.[8]
- De bronce con año 1717 y ceca de Perpiñán (Q), en el anverso con rostro masculino joven, de perfil derecho y cabello ondulado, orlado con la inscripción en latín abreviada y en mayúsculas: LUD . XV DG FR . ET . NAV . REX (Luis XV, por la gracia de Dios, rey de Francia y Navarra), y en reverso, palabras encolumnadas: XII DENIERS COLONIES 1717 Q.[60]
- De plata con año 1767 y ceca de París (A), en el anverso con escudo de Francia coronado (tres flor de lis) y rodeado de laureles enlazados, orlado con la inscripción en latín y en mayúsculas: SIT NOMEN DOMINI BENEDICTUM *1767* (bendito sea en nombre del Señor), y en el reverso, palabras incurvadas y encolumnadas con la marca de ceca céntrica: COLONIES FRANÇOISES A y debajo con dos grandes L enfrentadas en el vértice formando una X y a cada lado del ángulo formado de la misma, con letras: L (Luis) y XV.[60]

- 15 deniers de vellón (1 1⁄4 sols), contramarca de 1692 a 1697 con un monograma en el anverso de flor de lis en relieve dentro de un óvalo incuso con bordes punteados en relieve sobre moneda de quince deniers franceses del único año 1641 y con ceca de París (A).[61]

- 24 deniers de vellón (2 sols) con año 1786 y ceca de Limoges (I) similar a la moneda de tres sols de 1787 con misma ceca.[60]

- 30 deniers de vellón (2 1⁄2 sols) con años 1710 a 1713 y ceca de Lyon (D), en el anverso con monograma formado por dos letras eles mayúsculas en espejo: JL coronado y rodeado por tres flores de lis y todo orlado con la leyenda en latín: LVD.XIIII.D:G:   FR.ET.NAV.REX, continuado con la fecha en la parte superior izquierda, y en el reverso una cruz hueca que separa cuatro flores de lis, orlado con la leyenda en francés: PIECE DE X   XX DENIERS y en el exergo la fecha (semejante a la moneda francesa de treinta deniers de vellón con ceca de Metz y marca en el exergo: AA, y años de 1709 a 1713).[21]

- 2 sols o sous (double sol en francés, «doble sol» en español) de vellón de 1745 (con años de 1738 hasta 1744 que ya habían circulado en Francia, sin resellar), en el anverso con monograma: L coronada y rodeada de tres pequeñas flores de lis y orlada con la leyenda: LUD . XVI . DG . FR . ET NAV REX (Luis XVI, por la gracia de Dios, rey de Francia y Navarra), y en el reverso con monograma de dos eles formadas de laureles enfrentadas entre sí y coronadas, orlada de la leyenda abreviada en latín: SIT.NOM.DOM. (ceca) BENEDICTUM * (año). (sit nomen domini benedictum: bendito sea en el nombre del Señor), siendo veintinueve las cecas francesas con sus marcas (A, AA, B, BB, C, D, E, G, H, I, K, L, M, N, O, P, Q, R, S, T, V, W, X, Y, Z, 9, &, X formada por dos C, vaquita): París, Metz, Ruan, Estrasburgo, Caen, Lyon, Tours, Poitiers, La Rochelle, Limoges, Burdeos, Bayona, Toulouse, Montpellier, Riom, Dijon, Perpiñán, Orleans, Reims, Nantes, Troyes, Lille, Amiens, Bourges, Grenoble, Rennes, Aix, Besanzón y Pau.[26]
- De vellón de 1753, semejantes a la anterior (pero con años de 1745 hasta 1753 que ya habían circulado en Francia, sin resellar) y solo con ocho cecas francesas con sus marcas (A, AA, BB, C, E, H, L y W): París, Metz, Estrasburgo, Caen, Tours, La Rochelle, Bayona y Lille.[26]
- De vellón (1 stampee), resello de 1763 y de 1764 con monograma formado por una letra mayúscula: C (Caraïbes en francés, Caribe en español) coronada en relieve sobre el anverso de monedas francesas, que circularon también en Nueva Francia, de 2 sols de 1738 a 1753.[27]
- De vellón, contramarca de 1763 y de 1764 con monograma de una letra minúscula: c coronada en relieve, también sobre moneda francesa y de Nueva Francia de 2 sols de 1738 a 1753.[27]
- De vellón, contramarca de 1779 con monograma de una letra mayúscula: C coronada en relieve sobre ficha circular lisa indeterminada.[60]

- 3 sous de vellón con año 1781 y ceca de París (A), en el anverso con escudo de Francia coronado (tres flor de lis) y rodeado de laureles enlazados, orlado con la inscripción en latín y en mayúsculas: SIT NOMEN DOMINI BENEDICTUM (bendito sea en nombre del Señor), y en el reverso con palabras encolumnadas con ceca A y año: TROIS SOLS.[60]
- De vellón con año 1787 y ceca de Limoges (I) en el anverso con dos L enfrentadas encerrando a una flor de lis céntrica, orlado con la inscripción en latín abreviada y en mayúsculas, cortado por la marca de la ceca en el exergo: LUD.XVI.D.G. (ceca) FR.ET NAV.REX (Luis XVI, por la gracia de Dios, rey de Francia y Navarra).[60]

- 5 sols o sou (sin figurar el valor en la moneda) de plata .917 de 20 mm de diámetro con año 1670[16] y ceca de París, en el anverso con un busto masculino laureado de cabello largo y ondulado, orlado con la leyenda: LVD.XIIII.D:G:   FR.ET.NAV.REX (Luis XIV por la gracia de Dios, rey de Francia y Navarra), en el exergo la marca de ceca: A, y en el reverso con el escudo real coronado formado por tres flores de lis, orlado con la leyenda: GLORIAM REGNI TVI DICENT (dirán la gloria de tu reino; es una pieza semejante a las francesas de años 1679 a 1683, de 1⁄12 écu y equivalente a 10 sols).[61]

- 15 sols o sou (sin figurar el valor en la moneda) de plata .917 de 27,2 mm con año 1670[16] y ceca de París (marca: A), con anverso y reverso igual al anterior (semejante a las francesas de años 1664, 1666-1668 y 1674 de 1⁄12 écu, equivalente a 10 sols).[62]